# Tomkins (Unternehmen)
Die Tomkins plc wurde 1925 als F.H. Tomkins Buckle Company gegründet. Unter ihrem Vorsitzenden Greg Hutchings stieg das Unternehmen ab 1983 zu einem großen Mischkonzern auf. 1996 wurde die Gates Corporation aus Denver und mit ihr die Uniroyal Power Transmission Company übernommen. Tomkins ist daher heute der größte Hersteller von Keilriemen und einer der größten Hersteller von Riemengetrieben. Von 1987 bis 2001 gehörte der Handfeuerwaffenhersteller Smith & Wesson zu Tomkins.
2010 wurde das Unternehmen von einem Konsortium aus dem kanadischen Pensionsfonds und der Onex Corporation übernommen. Onex verkaufte 2014 den Bereich Gates Corporation (1996 von Tomkins übernommen) an Blackstone.